# Clement Clarke Moore
Clement Clarke Moore (15 de juliol de 1779-10 de juliol de 1863) va ser un professor estatunidenc de literatura oriental i grega al Columbia College (ara Universitat de Colúmbia) i l'autor a qui s'atribueix A Visit from St. Nicholas (més generalment conegut avui com a Twas the Night Before Christmas), poema de Nadal que va ajudar a popularitzar la figura del Pare Noel.
Va ser el fill únic de Benjamin Moore, un president d'Universitat de Colúmbia i bisbe de la diòcesi episcopal de Nova York, i Charity Clarke. Clement Clarke Moore s'ha graduat per la Universitat de Colúmbia (1798), on va guanyar els seus dos títols acadèmics. Va ser fet professor d'aprenentatge bíblic en el Seminari General Teològic a Nova York (1821), un càrrec que va ocupar fins al 1850. El camp on avui el seminari està situat va ser seu regal.
De 1840 a 1850, va ser un membre de la junta de la The New York Institution for the Blind at 34th Street and 9th Avenue (ara The New York Institute for Special Education). Va compilar un Hebrew and English Lexicon (1809), i ha publicat una col·lecció de poemes (1844). Va morir el 1863 a la seva residència d'estiu a Newport, Rhode Island, i seu cos és enterrat en el Trinity Churchyard Cemetery, en Nova York.